# Distretto di Ratsada
Il distretto di Ratsada (in thailandese: รัษฎา) è un distretto (amphoe) della Thailandia, situato nella provincia di Trang.